# Автомобильный мост Аньцин
Мост Аньцин (кит. 荆州长江大桥) — комбинированный мостовой переход, пересекающий реку Янцзы, расположенный на территории городских округов Аньцин и Чичжоу; 26-й по длине основного пролёта вантовый мост в Китае. Является частью скоростной автодороги G50 Шанхай — Чунцин.

## Характеристика
Мост соединяет северный и южный берега реки Янцзы соответственно район Инцзян городского округа Аньцин с уездом Дунчжи городского округа Чичжоу.
Длина мостового перехода — 5 985 м, в том числе вантовый мост 1 040 м. Мостовой переход представлен секцией двухпилонного вантового моста с длиной основного пролёта 510 м, который сменяется секциями балочной конструкции и двумя мостовыми подходами с обеих сторон. Дополнительные пролёты два по 215 (вантовой) и два по 50 м (балочной конструкции). Высота основных башенных опор — 185 м. Башенные опоры имеют форму перевёрнутой буквы Y, с разомкнутым верхом и двумя перекрытиями. 
Имеет 4 полос движения (по две в обе стороны).
Один из двух мостов через реку Янцзы на территории городского округа Аньцин; другой —Тунлин, соединяющий Аньцин с городом Тунлин. До открытия моста транспортное сообщение через реку Янцзы между городами Аньцин и Чичжоу осуществлялось посредством парома. Кроме того в 2015 году был открыт железнодорожный мост через реку Янцзы.